# Strongylopus bonaespei
Strongylopus bonaespei es una especie  de anfibios de la familia Ranidae.

## Distribución geográfica
Se encuentra en Sudáfrica.  